# Heiligkreuzkapelle (Müstair)

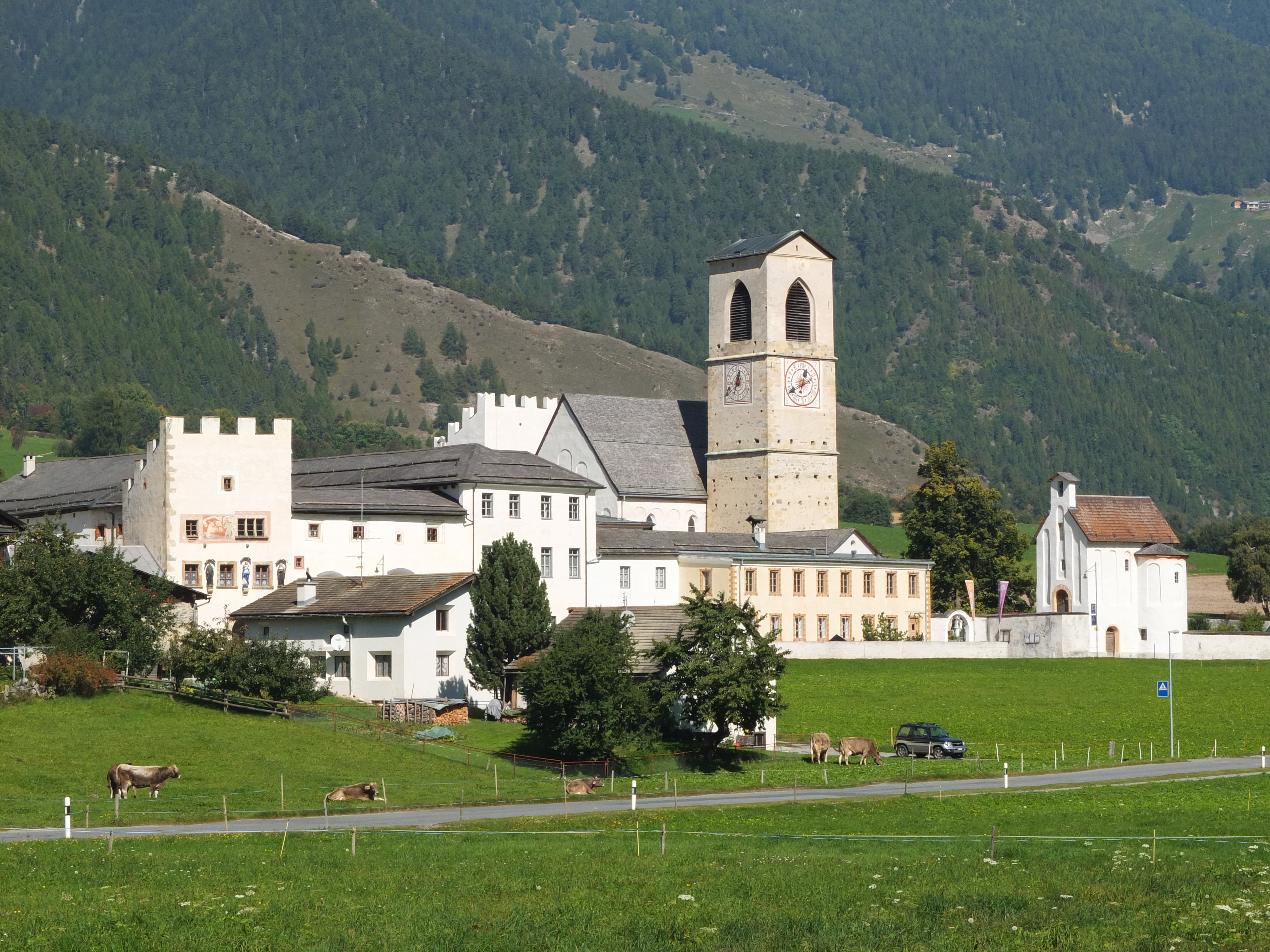
Benediktinerinnenkloster St. Johann in Müstair mit Heiligkreuzkapelle (r.)

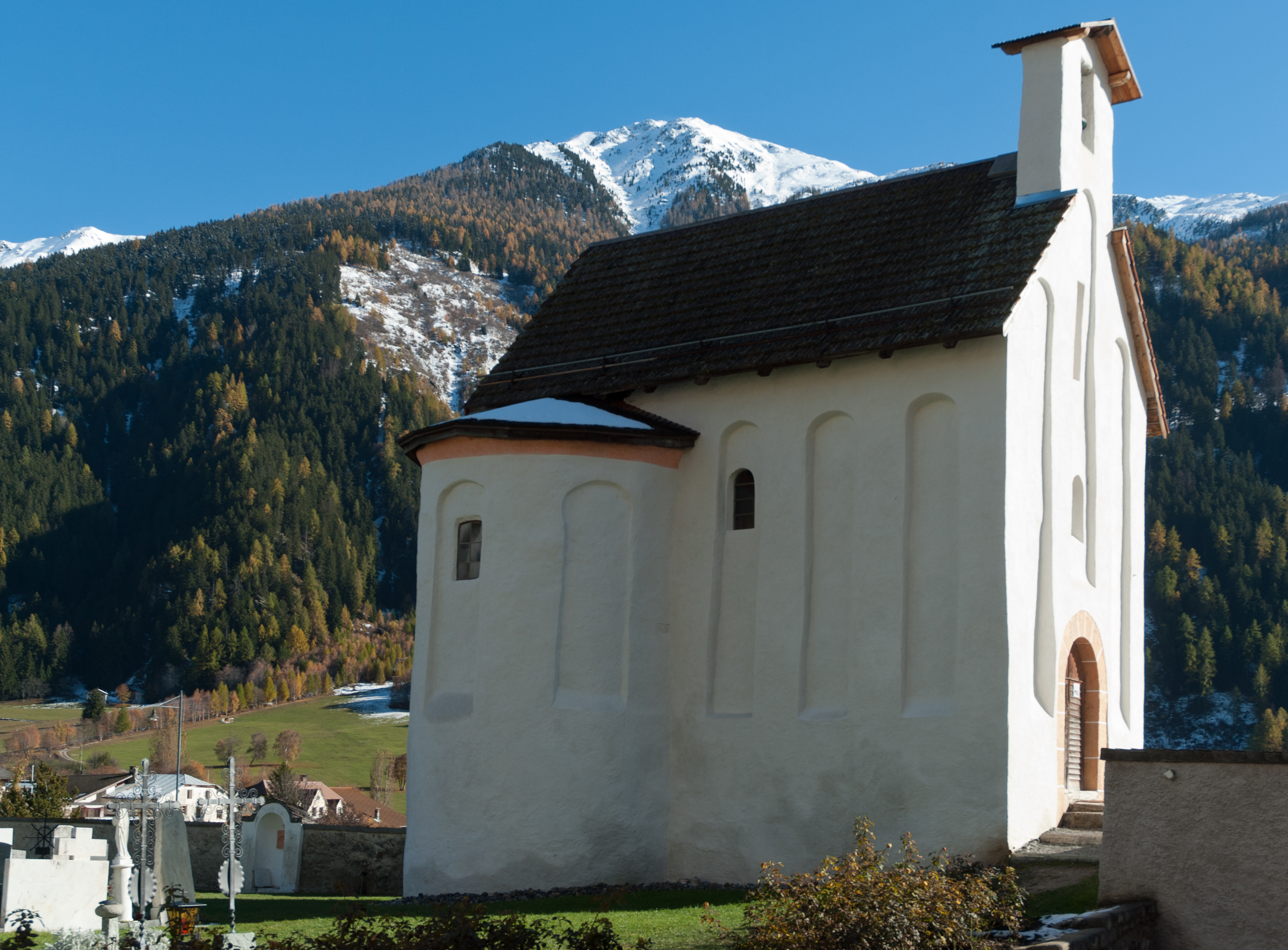
Heiligkreuzkapelle von Nordwesten

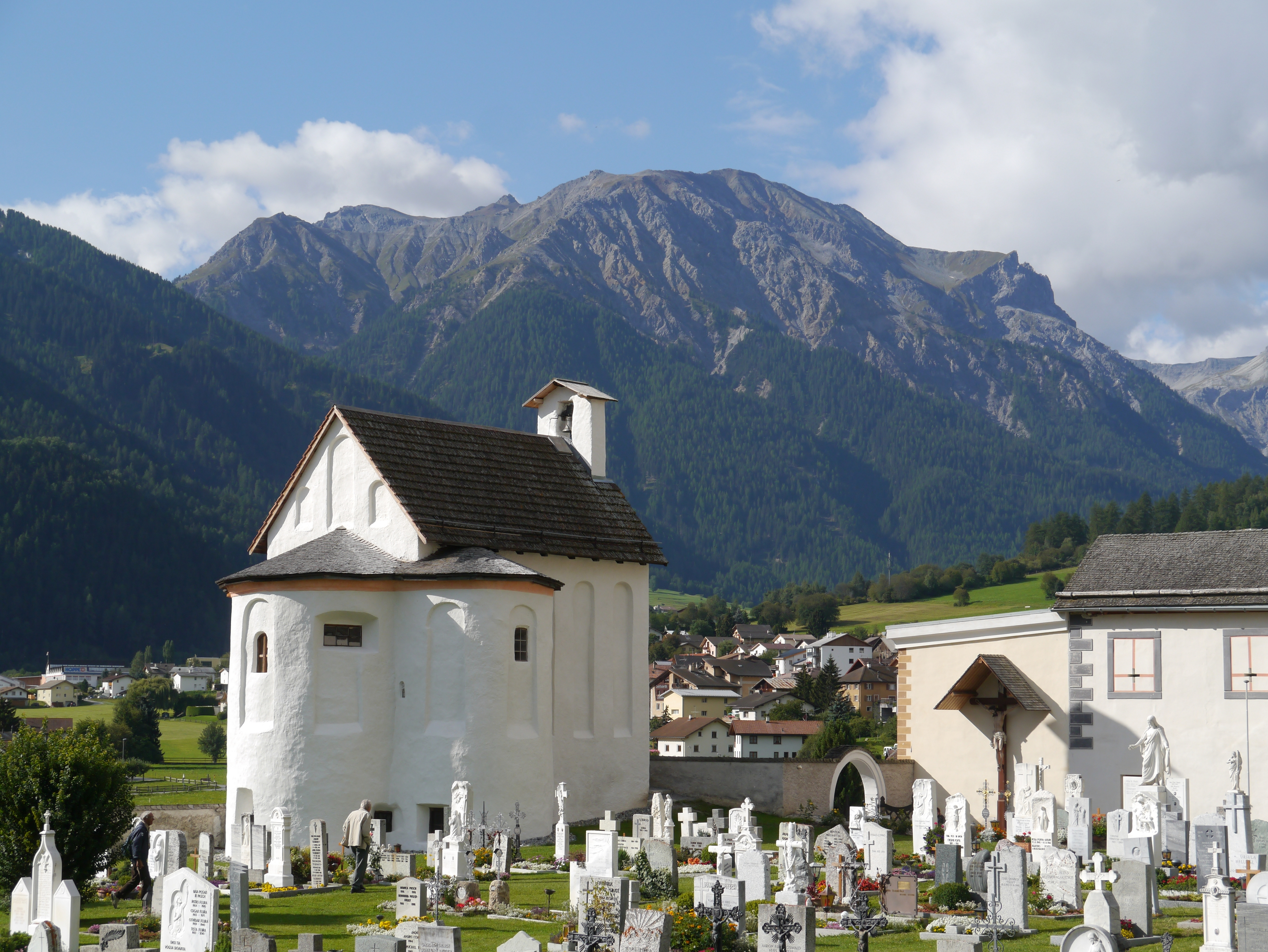
Heiligkreuzkapelle von Nordosten

Die Heiligkreuzkapelle im Graubündener Ort Müstair zählt zu den herausragenden Sakralbauten der karolingischen Architektur Europas. Die doppelgeschossige Kirche wurde im Jahr 1983 zusammen mit den übrigen Klosterbauten des Benediktinerinnenklosters St. Johann in das UNESCO-Weltkulturerbe aufgenommen.

## Lage
Die Heiligkreuzkapelle gehört zum Benediktinerinnenkloster St. Johann und befindet sich am nördlichen Ortsrand von Müstair (deutsch: ‚Münster‘) im Schweizer Kanton Graubünden in ca. 1245 m Höhe. Der Ort gehört seit dem Jahr 2009 zur politischen Gemeinde Val Müstair.

## Geschichte
Das Kloster von Müstair wurde in den Jahren 774 bis 778 – wahrscheinlich im Auftrag Karls des Grossen, mindestens aber mit seiner Zustimmung – durch den Bischof von Chur gegründet und auch die Heiligkreuzkapelle stammt laut gesicherten dendrochronologischen Befunden aus dieser Zeit. Demnach ist der östliche Teil der Decke, welche das Obergeschoss vom Untergeschoss teilt, die älteste (erhaltene) Balkendecke Europas. Im Verlauf einer seit dem Jahr 2011 andauernden umfassenden Restaurierungsmassnahme wurden im Innern der Oberkirche karolingische Fresken und Freskenreste entdeckt, die zusätzlich eine Datierung der heutigen Kapelle in das letzte Viertel des 8. Jahrhunderts untermauern.
Neuere Grabungsbefunde (Anfang des 21. Jh.) belegen, dass an der Stelle der heutigen Kapelle ein etwa gleich grosser und breiter Vorgängerbau jedoch ohne Seitenapsiden gestanden hat – dabei könnte es sich um einen eingeschossigen Kapellenbau gehandelt haben, der während der Baumassnahme am Kloster und an der Klosterkirche den am Bau beteiligten Mönchen und Bauhandwerkern als Gotteshaus diente. Diese Kapelle wäre dann noch im 8. Jahrhundert zum heutigen doppelgeschossigen und dreiapsidialen Bau ergänzt worden.

## Weihe
Die Kapelle ist (anders als das Johannes dem Täufer geweihte Kloster) der Verehrung des Heiligen Kreuzes geweiht – ob diese Weihe ursprünglich ist, oder ob sie zu einer späteren Zeit erfolgte, ist unklar. Da die Kreuzesverehrung vor allem im Hochmittelalter in ganz Europa populär und – aufgrund der vielen von Pilgern und Kreuzfahrern mitgebrachten Holzsplitter-Reliquien – weit verbreitet war, wurde die Kirche lange Zeit fälschlicherweise von vielen Forschern als hochmittelalterliches, mithin romanisches Bauwerk eingestuft.

## Funktion
Über die ehemalige Nutzung der Kapelle und ihre eventuelle Lage am Klosterfriedhof kann nur spekuliert werden – die doppelgeschossige Architektur lässt an eine ehemalige Abtskapelle denken, deren Obergeschoss nur höherrangigen Personen vorbehalten war, während im Untergeschoss eher Personen niederen Ranges der Messfeier beiwohnten oder sich im Gebet versammelten. In beiden Geschossen finden sich Malereireste, wobei die besser erhaltenen Malereien im Untergeschoss (u. a. ein Totenschiff) wahrscheinlich erst im 17. oder 18. Jahrhundert entstanden sind. Das Untergeschoss diente im ausgehenden Mittelalter und in der frühen Neuzeit längere Zeit als Totenkapelle und als Beinhaus.

## Architektur
Die etwa 6 m breite und 12 m lange Kapelle ist doppelgeschossig; ihr Chor ist in der Art eines Trikonchos gestaltet. Es ist der erste bekannte Drei-Konchen-Chor in Europa. Die Aussenwände des etwa 5 m hohen Obergeschosses sind auf allen Seiten mit hohen Blendnischen mit Rundbogenabschluss versehen; einige dieser Nischen haben Fenster. Das nur etwa 2 m hohe Untergeschoss hat keine Nischengliederung; die ausschliesslich im Chor zu findenden Fenster sind ohne weitere Rahmung in das Mauerwerk eingeschnitten. Das Eingangsportal zur Oberkirche befindet sich auf der Westseite, die auch von einem – möglicherweise später hinzugefügten – einfachen Glockengiebel bekrönt wird; das in späterer Zeit hinzugefügte Portal auf der Südseite führt in die Unterkirche.
Die Apsiden des Kleeblattchors haben einen ansatzweise hufeisenförmigen Grundriss, wie er sich auch in der ca. 100 Jahre älteren westgotischen Architektur auf der Iberischen Halbinsel und in der karolingischen Kirche von Germigny-des-Prés (um 806) findet. Auch die während der Restaurierungsarbeiten freigelegten, aber wieder unter schützenden Malschichten verborgenen Architekturmalereien an der Aussenfassade der Kirche zeigten Hufeisenbögen.